# Costularia setacea
Costularia setacea är en halvgräsart som beskrevs av Jean Raynal. Costularia setacea ingår i släktet Costularia, och familjen halvgräs. Inga underarter finns listade i Catalogue of Life.